# Брюс (Вісконсин)
Брюс (англ. Bruce) — селище (англ. village) в США, в окрузі Раск штату Вісконсин. Населення — 781 особа (2020).

## Географія
Брюс розташований за координатами 45°27′30″ пн. ш. 91°16′24″ зх. д. / 45.45833° пн. ш. 91.27333° зх. д. (45.458255, -91.273208).  За даними Бюро перепису населення США в 2010 році селище мало площу 6,19 км², з яких 6,06 км² — суходіл та 0,13 км² — водойми.

## Демографія
Згідно з переписом 2010 року, у селищі мешкало 779 осіб у 371 домогосподарстві у складі 203 родин. Густота населення становила 126 осіб/км².  Було 419 помешкань (68/км²).
Расовий склад населення:
| - 99,1 % — білих |

До двох чи більше рас належало 0,9 %. Частка іспаномовних становила 1,0 % від усіх жителів.
За віковим діапазоном населення розподілялося таким чином: 24,1 % — особи молодші 18 років, 50,5 % — особи у віці 18—64 років, 25,4 % — особи у віці 65 років та старші. Медіана віку мешканця становила 45,9 року. На 100 осіб жіночої статі у селищі припадало 89,5 чоловіків;  на 100 жінок у віці від 18 років та старших — 80,7 чоловіків також старших 18 років.
Середній дохід на одне домашнє господарство  становив 34 903 долари США (медіана — 26 324), а середній дохід на одну сім'ю — 41 701 долар (медіана — 31 786). Медіана доходів становила 32 188 доларів для чоловіків та 23 839 доларів для жінок. За межею бідності перебувало 34,8 % осіб, у тому числі 53,2 % дітей у віці до 18 років та 22,1 % осіб у віці 65 років та старших.
Цивільне працевлаштоване населення становило 287 осіб. Основні галузі зайнятості: виробництво — 33,1 %, освіта, охорона здоров'я та соціальна допомога — 23,7 %, роздрібна торгівля — 14,3 %, будівництво — 10,5 %.